# Rainald (Jülich-Geldern)
Rainald von Jülich (* um 1365; † 25. Juni 1423 bei Arnheim) war ab 1402 als Rainald IV. Herzog von Geldern und als Rainald I. Herzog von Jülich.

## Leben
Rainald war der Sohn von Wilhelm II. Herzog von Jülich und der Maria von Geldern, einer Tochter von Herzog Rainald II. von Geldern. Er folgte 1402 seinem kinderlos verstorbenen älteren Bruder Wilhelm als Herzog von Jülich und Geldern. Ziel seiner Politik war es, das aufstrebende Burgund im niederländischen Raum einzudämmen, woran er letztlich scheiterte. An herrscherlichen Qualitäten stand er seinem Bruder deutlich nach. Schon der Beginn seiner Regierung war belastet durch Schulden von 80 000 Florenen, die er als Lösegeld wegen seiner Gefangennahme in der Schlacht von Kleverhamm 1397 dem Grafen Adolf von Kleve zu zahlen hatte. Dafür setzte er die Stadt Emmerich und die Liemers zum Pfand.  Er unterstützte 1400 die Wahl Ruprechts I. zum römisch-deutschen König und verbündete sich mit Herzog Ludwig von Orléans. Der belehnte ihn 1401 mit seinem Schloss Zerhorst und gab ihm 1404 seine Cousine Marie d' Harcourt, als Herzogin Maria von Geldern, zur Frau. 1405 wurde er wie schon sein Bruder Wilhelm auch Lehnsmann des französischen Königs Karl VI. 1406 verbündete er sich mit den Wittelsbacher Grafen von Holland und Hennegau, um die Nachfolge Antons von Burgund im Herzogtum Brabant zu verhindern, was jedoch scheiterte und zu einem Zerbrechen des Bündnisses führte. Für die Unterstützung Johanns von Arkel im Kampf gegen Holland erhielt er 1409 die Stadt Gorinchem, die er jedoch bereits 1412 gegen eine finanzielle Entschädigung wieder abtrat. Zunehmende Verschuldung zwang ihn, die Privilegien der Stände zu erneuern und auszuweiten. Die Landstände führten mehrfach Beschwerde gegen seinen als lasch und willkürlich empfundenen Herrschaftsstil. Unzufriedenheit erregte auch, dass er sich in Jülich heimischer als in Geldern fühlte. Als sich nach 15-jähriger Regierung abzeichnete, dass er – wie sein Bruder – ohne legitime Nachkommen bleiben würde, schlossen Ritterschaft und Städte seines Herzogtums Geldern 1418 eine Übereinkunft im Sinne einer frühen landständischen Verfassung, im Erbfall nur einen gemeinsam akzeptierten Herrn als Nachfolger anzuerkennen. Nach seinem kinderlosen Tod 1423 wurde er neben seinem Bruder in der von Graf Rainald II. von Geldern gestifteten Kartause Monnickhuizen beigesetzt. Es folgte ihm in Jülich Adolf Herzog von Berg (aus einer Seitenlinie des Hauses Jülich), während die geldrischen Stände Arnold von Egmond, einen Enkel von Rainalds Schwester Johanna, zum Herzog wählten.

## Familie
Rainald heiratete 1405 Maria († nach 1427), eine Tochter von Johann VI. von Harcourt und Aumale. Die Ehe blieb kinderlos. Das Stundenbuch seiner Gattin ist bis heute erhalten.
Der Herzog hatte mehrere Bastarde, die nicht zur Nachfolge in der Herzogswürde berechtigt waren:
- Wilhelm, Herr von Wachtendonk († 1439), 1413–1432 Herr von Batenburg, 13. Dezember 1416 legitimiert. Erste Heirat 5. Januar 1410 mit Johanna von Wachtendonk († 1415), Erbtochter von Arnold III., Herrn zu Wachtendonk und Wilhelma von Büren. Zweite Heirat 1415 mit Hermanna von Bronckhorst († nach 1439), Tochter von Gisbert von Bronckhorst und Margarete von Ghemen.
- Wilhelm († 1421), Abt von Gladbach, Pastor zu Kaldenkirchen.
- Eduard von Bell, 1419 Herr von Haps, 1447 Pfandherr zu Uerdingen, 1473 Amtmann zu Hülchrath. Erste Heirat 1410 zu Arnheim mit einer Tochter des Wilhelm von Arnheim. Zweite Heirat am 1. Mai 1418 mit Stina Schall von Bell, Tochter von Gerhard Vogt von Bell und Elisabeth Scherffgin.
- Rainald (Reinart) von Gülich, 1410/1436 zu Weisweiler. Er heiratete ca. 1410/1415 Alverade von Disternich († nach 1. Mai 1424), Tochter des verstorbenen Ritters Rost von Disternich.[4] Rainald wurde zum Stammvater des Adelsgeschlechtes von Gülich.
- Aleid.
- Alverade.